# Port-Saint-Père

Localització de Port-Saint-Père

Port-Saint-Père (en bretó Porz-Pêr, en gal·ló Port-Saeint-Paèrr) és un municipi francès, situat a la regió de país del Loira, al departament de Loira Atlàntic, que històricament ha format part de la Bretanya. L'any 2006 tenia 2.533 habitants. Limita amb els municipis de Brains, Cheix-en-Retz, Rouans, Saint-Hilaire-de-Chaléons, Sainte-Pazanne, Saint-Mars-de-Coutais i Saint-Léger-des-Vignes.

## Demografia
| 1962                                       | 1968  | 1975  | 1982  | 1990  | 1999  |
| ------------------------------------------ | ----- | ----- | ----- | ----- | ----- |
| 1.349                                      | 1.361 | 1.370 | 1.716 | 1.695 | 2.143 |
| Des de 1962: població sense dobles comptes |       |       |       |       |       |

## Administració
| Període   | Identitat       | Partit |
| --------- | --------------- | ------ |
| 2001-2008 | Joseph Thomas   |        |
| 2008-     | François Forest |        |